# Góra Okopy
Góra Okopy lub Okopy – wzgórze na Wyżynie Olkuskiej w Ojcowskim Parku Narodowym (OPN) nad Doliną Prądnika. Od wschodniej strony łagodnie przechodzi w bezleśną wierzchowinę, od północy we wzgórze Koronna, od południa opada do Wąwozu Smardzowickiego. Stoki zachodnie opadające do Doliny Prądnika naprzeciwko wylotu wąwozu Korytania są bardzo strome, w niektórych miejscach podcięte pionowymi ścianami. Jest w nich grupa skał, również zwana Okopami, a w skałach tych dwie jaskinie: Jaskinia Okopy Wielka Dolna i Jaskinia Okopy Górna. Na porośniętym lasem szczycie wzgórza archeolodzy znaleźli pozostałości dawnego grodziska Okopy. Porośnięta lasem część wzgórza nad Doliną Prądnika znajduje się w granicach OPN, bezleśna, pokryta polami uprawnymi wierzchowina poza granicami OPN należy do miejscowości Smardzowice.
Pochodzenie nazwy Okopy jest nieznane. Przez wzgórze prowadzi znakowany szlak turystyki pieszej. Jest porośnięte lasem, ale na skale powyżej jaskini Okopy Wielkie Dolna znajduje się punkt widokowy, z którego roztacza się widok na Dolinę Prądnika. Szlak prowadzi tuż ponad urwistymi ścianami skał Okopy. Zabezpieczono go linowymi barierkami.

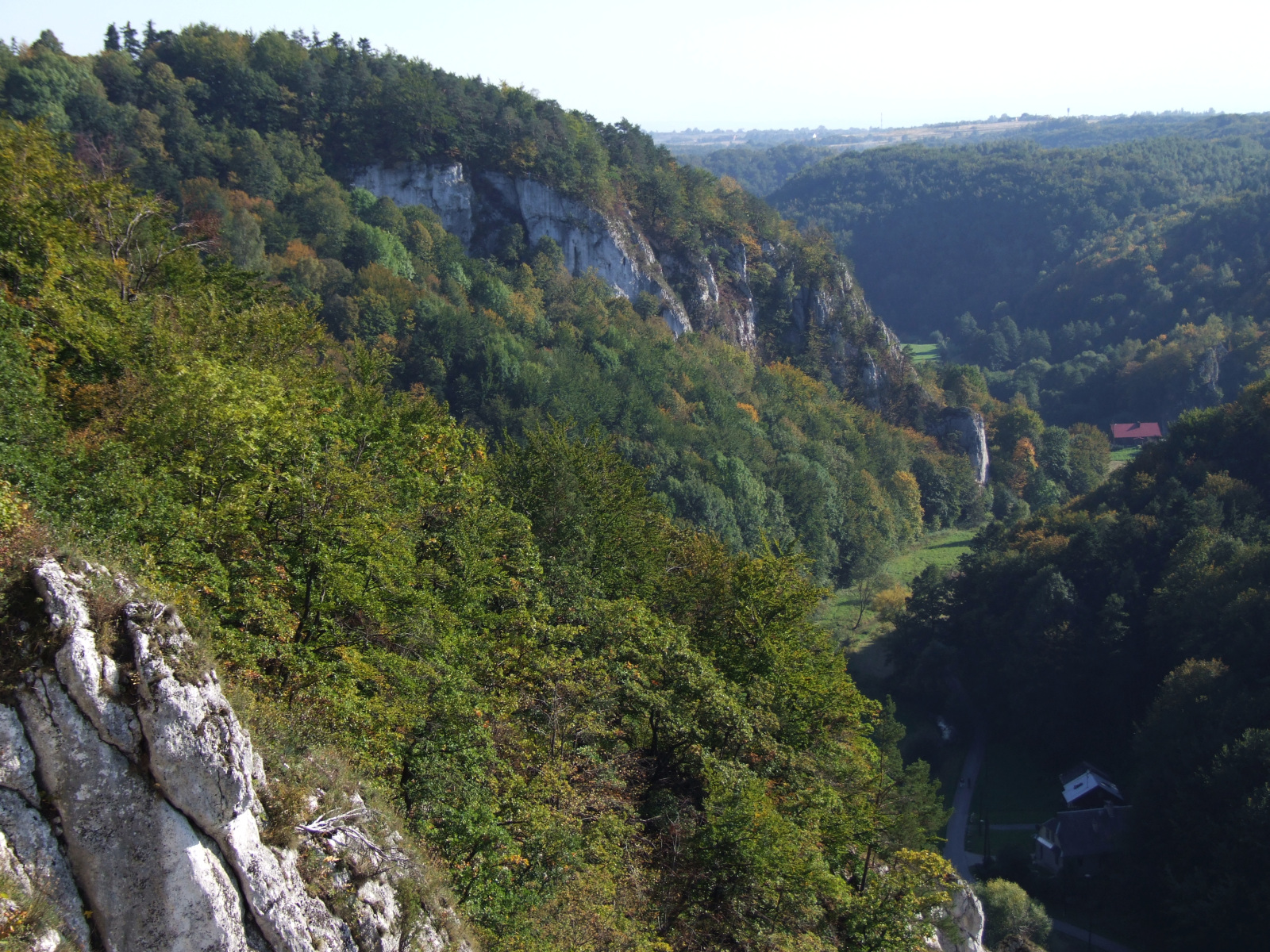
Widok z Koronnej na Okopy i Dolinę Prądnika

## Szlak turystyki pieszej
wejście obok skały Słupek, przez wąwóz Wawrzonowy Dół, wypłaszczenie Skały Krukowskiego, Jaskinię Ciemną, obok skały Rękawica, przez punkty widokowe na Górze Koronnej, Wapiennik, obok Podwójnej i Skały Puchacza do dna Doliny Prądnika przy wylocie Wąwozu Smardzowickiego. 